# Кудюкин, Павел Михайлович
Павел Михайлович Кудюкин (род. 19 июля 1953, Загорск) — российский политик и историк, деятель российского и белорусского социал-демократического движения, российского профсоюзного движения.

## Биография
Родился 19 июля 1953 года в Загорске в семье преподавателей Загорского (Сергиев-Посадского) художественно-промышленного техникума игрушки (в настоящее время Сергиево-Посадский филиал Высшей школы народных искусств (институт).
В 1976 году окончил исторический факультет МГУ и в 1981 очную аспирантуру Института мировой экономики и международных отношений АН СССР, занимался исследованиями постфранкистской истории Испании.
С 1976 по 1978 год работал старшим лаборантом кафедры научного коммунизма Всесоюзного государственного института кинематографии и старшим лаборантом кафедры философии гуманитарных факультетов МГУ им. М. В. Ломоносова.
С 1981 по 1982 год работал младшим научным сотрудником в Институте мировой экономики и международных отношений АН СССР.
В 1983—1988 годах работал инженером, старшим инженером, заведующим сектором в Центре по научной организации труда и управления производством Министерства нефтеперерабатывающей и нефтехимической промышленности СССР (ЦНОТнефтехим).
С 1988 по 1989 год работал научным сотрудником Хозрасчетного научно-исследовательского центра Советской социологической ассоциации АН СССР (ХНИЦ ССА АН СССР). 
В 1989—1990 годах был старшим научным сотрудником Всесоюзного научно-исследовательского и проблемного института труда в строительстве. 
С 1990 по 1991 год являлся ведущим специалистом Комитета по средствам массовой информации и связям с общественными организациями Верховного Совета РСФСР.
В 1997—2007 годах был президентом Экспертного фонда социальных исследований «ЭЛЬФ». В 2001—2004 годах был директором Центра проблем государственного управления Высшей школы экономики. До сентября 2015 года был доцентом Департамента государственного и муниципального управления Высшей школы экономики и кафедры государственного управления Российской академии народного хозяйства и государственной службы при президенте Российской Федерации. С ноября 2015 по июнь 2016 года был доцентом Учебно-научного центра «Новая Россия. История постсоветской России» Российского государственного гуманитарного университета. Входил в группу разработчиков проектов реформирования государственного управления в России.
Член Координационного совета Союза демократических социалистов. Почётный председатель Программной комиссии Народнай Грамады. Сопредседатель Центрального совета Межрегионального профсоюза работников высшей школы «Университетская солидарность» (с апреля 2013 г.). Соучредитель и главный редактор журнала «Демократия и социализм» (с декабря 2014 г.). Член Совета Общероссийского объединения (ассоциации) профсоюзов «Конфедерация труда России» (с мая 2015 г.).
Женат, имеет двоих взрослых детей.

## Политическая деятельность
С 1973 года занимается общественной деятельностью — участвовал в независимом студенческом движении, за что имел комсомольские взыскания; с 1977 — в подпольном демократическом социалистическом движении (т. н. «кружок молодых социалистов»).

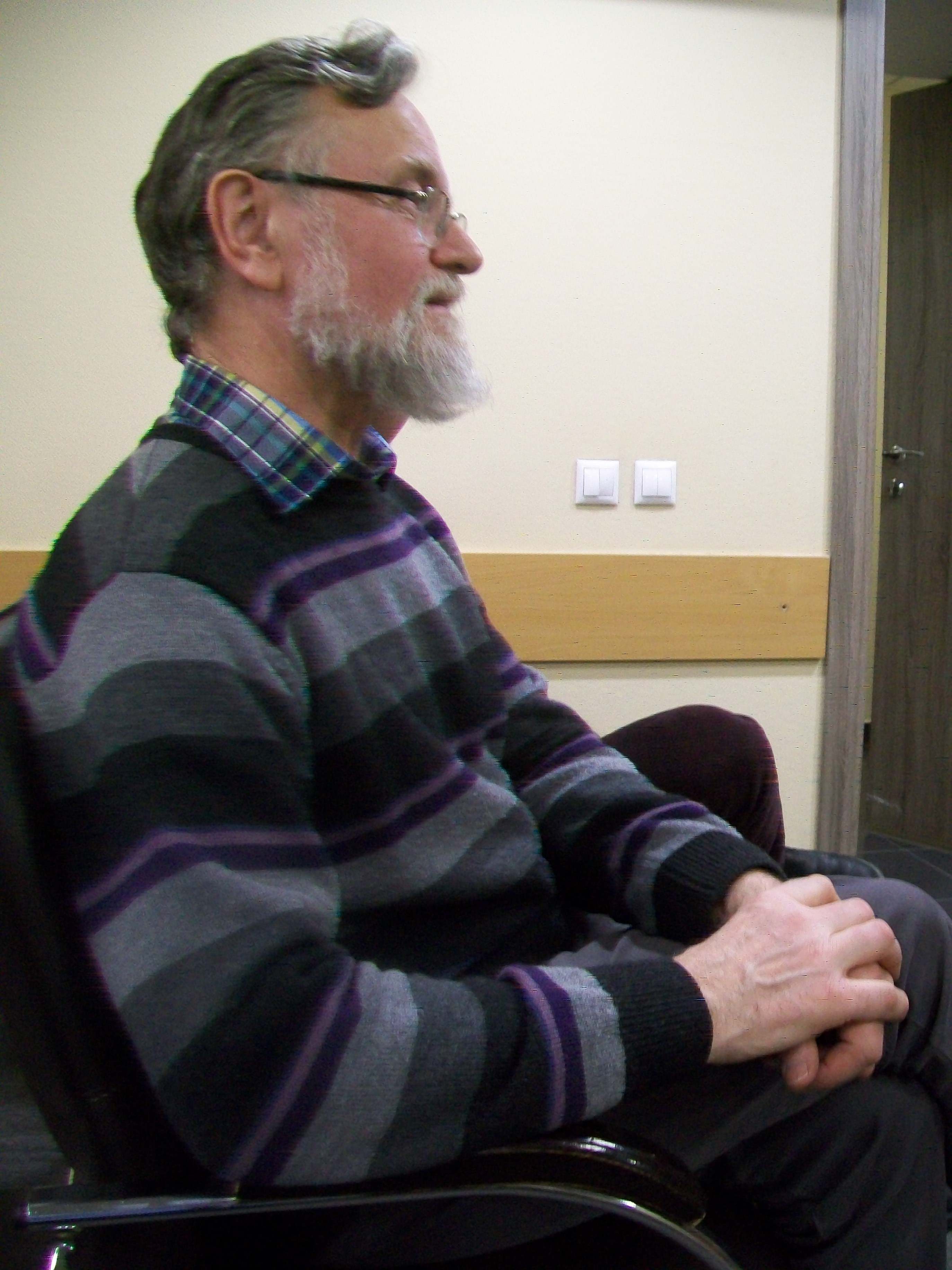
Павел Кудюкин на мероприятии «Университетской солидарности» (Екатеринбург, март 2018 года)

6 апреля 1982 года вместе с товарищами был арестован КГБ СССР и обвинён в совершении преступлений, предусмотренных ст.ст. 70 и 72 УК РСФСР (антисоветская агитация и пропаганда и организационная деятельность по созданию антисоветской организации). Содержался в Лефортовской тюрьме. 28 апреля 1983 года освобождён по Указу ПВС СССР о помиловании.
С конца 1986 вернулся к активной общественно-политической деятельности — сотрудничал с Клубом социальных инициатив, был одним из создателей клуба «Перестройка»/«Демократическая перестройка», одним из инициаторов создания Общества «Мемориал». Содействовал развитию нового рабочего движения — был экспертом Оргкомитета по проведению съезда независимых рабочих организаций (на съезде в мае 1990 была учреждена Конфедерация труда СССР), председателем экспертного совета Объединения профсоюзов России «Соцпроф». Участвовал в развитии социал-демократических организаций — член Исполкома Социал-демократической ассоциации (1990—1991).
Член Президиума (1990—1991, 1996—1999), Правления (1991—1993, 1995—1996), заместитель Председателя (1992—1993, 1994—1995) Социал-демократической партии Российской Федерации, координатор фракции «Объединенные социал-демократы» в СДПР (1993—1994).
Член Президиума и международный секретарь Российского социал-демократического союза (1994—1999).
Генеральный секретарь (1999—2001) и международный секретарь (2001—2003) Восточно-Европейского социал-демократического форума.
В ноябре 1991 года по представлению СДПР был назначен заместителем министра труда и занятости населения Российской Федерации, был членом Российской трёхсторонней комиссии по регулированию социально-трудовых отношений. В марте 1993 года в соответствии с решением Политсовета СДПР подал в отставку.
С октября 2007 года является членом Федерального совета и Исполнительного комитета Общероссийского общественного движения «Союз социал-демократов» (организация не действует).
В апреле 2013 г. избран сопредседателем Центрального совета Межрегионального профсоюза работников высшей школы «Университетская солидарность», в декабре 2014 г. и затем в феврале 2017 г., в феврале 2019 г. и в феврале 2021 г. переизбран в этой должности.
В мае 2013 года подписал Декларацию социалистов России.
С декабря 2014 года один из учредителей и главный редактор журнала «Демократия и социализм» (свидетельство о регистрации ПИ №ФС77-60152).
С июня 2015 года — член Координационного совета Союза демократических социалистов.
Марксист. Высказывался, что не считает «социализм советского образца» — социализмом.
В феврале 2022 подписал открытое письмо российских учёных и научных журналистов с осуждением вторжения России на Украину и призывом вывести российские войска с украинской территории.